# Henry Burmester
Henry Burmester, QC, AO (* vor 1970) ist ein australischer Jurist und Verwaltungsbeamter.

## Leben
Seine universitäre Ausbildung erhielt Burmester zunächst an der Australian National University in Canberra. Dort wurden ihm 1970 der Bachelor of Arts und der Bachelor of Laws verliehen. 1972 trat er in den öffentlichen Dienst seines Heimatlandes ein und war dort im Büro des Generalstaatsanwalts tätig. 1976 erhielt er ein Stipendium und absolvierte ein Auslandsstudium an der University of Virginia mit Schwerpunkt im Seevölkerrecht. Dort wurde ihm 1977 der Master of Laws verliehen. Zudem erlangte er einen Abschluss an der Haager Akademie für Völkerrecht. Anschließend kehrte er in das Büro des Generalstaatsanwalts zurück und befasste sich dort vor allem mit Fragen des Verfassungs- und Völkerrechts. 1981 erhielt Burmester einen Lehrauftrag an seiner Alma Mater, wo er bis 1985 unterrichtete. Nach seiner Rückkehr arbeitete er als Rechtsberater der australischen Regierung. 1989 wurde er schließlich zum Leiter der Abteilung Völkerrecht im Büro des Generalstaatsanwalts befördert und war damit hauptverantwortlicher Rechtsvertreter der australischen Regierung für völkerrechtliche Fragen. Als solcher vertrat er Australien mehrfach in Streitigkeiten vor dem Internationalen Gerichtshof. Mehrmalig nahm Burmester auch kommissarisch das Amt des Generalstaatsanwalts von Australien wahr. Auch war er Mitglied der australischen Delegation bei verschiedenen völkerrechtlichen Vertragsverhandlungen und internationalen Konferenzen. 2009 trat Burmester in den Ruhestand und ist seitdem in beratender Tätigkeit für die australische Regierung tätig. Am 10. Januar 2014 wurde er zum Mitglied eines fünfköpfigen Schiedsgerichts im Rahmen des Seerechtsübereinkommens berufen. Zusammen mit Thomas Aboagye Mensah, Alfred Soons, Janusz Symonides und Alberto Székely soll den Streit zwischen den Niederlanden und Russland über die Vorkommnisse auf dem Forschungsschiff Arctic Sunrise Ende 2013 schlichten.

## Auszeichnungen
Burmester wurde 1998 zum Kronanwalt ernannt. Für seine Verdienste um das Völkerrecht in Australien wurde er 2004 als Offizier in den Order of Australia aufgenommen.

## Publikationen (Auswahl)
- Australia and the law of the sea. In: James Crawford (Hrsg.): The law of the sea in the Asian Pacific region: developments and prospects. Nijhoff, Dordrecht u. a. 1995, ISBN 0-7923-2742-X, (Publications on ocean development Band 121), S. 51–64.
- Australia and the International Court of Justice. In: The Australian yearbook of international law. Vol. 17 (1996), ISSN 0084-7658, S. 19–37.
- The place of customary international law in Australian law: unfinished business -  A comment on Nulyarimma v Thompson ; Buzzacott v Hill . In: The Australian yearbook of international law. Vol. 21 (2001), ISSN 0084-7658, S. 39–53.
- The determination of customary international law in Australian courts. In: Non-State actors and international law. Vol. 4 (2004), ISSN 1567-7125, S. 39–47.